# Bubure
Bubure (Bobure), pleme američkih Indijanaca koje je nekada živjelo jugoistočno od velikog jezera Maracaibo, na području današnje regije poznate kao Sucre u Venezueli. Jezično su pripadali porodici cariban. U kontakt s Europljanima izgleda dolaze još 1546. a 1591. ili 1592. utemeljen je San Antonio de Gibraltar, gradić danas poznat kao Bobures, središte samostalne općine Sucre u državi Zulia. Indijanci su enstali nakon pacifikacije, a njihovo mjesto zauzeli su crnački robovi dopremljeni sa zapadne obale Afrike.